# Santo Antônio do Amparo (kommun)
Santo Antônio do Amparo är en kommun i Brasilien.   Den ligger i delstaten Minas Gerais, i den sydöstra delen av landet, 600 km sydost om huvudstaden Brasília. Antalet invånare är 17 349.
Följande samhällen finns i Santo Antônio do Amparo:
- Santo Antônio do Amparo

Omgivningarna runt Santo Antônio do Amparo är huvudsakligen savann. Runt Santo Antônio do Amparo är det ganska glesbefolkat, med 34 invånare per kvadratkilometer.